# Championnats du monde de VTT marathon 2020
Navigation
2019 2021
Les championnats du monde de VTT marathon 2020 ont lieu le 25 octobre 2020 à Sakarya en Turquie.

## Podiums
| Épreuves | Or              | Argent            | Bronze        |
| -------- | --------------- | ----------------- | ------------- |
| Hommes   | Leonardo Páez   | Tiago Ferreira    | Martin Stošek |
| Femmes   | Ramona Forchini | Maja Włoszczowska | Ariane Lüthi  |